# Coniopteryx loksai
Coniopteryx loksai är en insektsart som beskrevs av György Sziráki och Van Harten 2006. Coniopteryx loksai ingår i släktet Coniopteryx och familjen vaxsländor. Inga underarter finns listade i Catalogue of Life.